# Falki (gromada)
Falki – dawna gromada, czyli najmniejsza jednostka podziału terytorialnego Polskiej Rzeczypospolitej Ludowej w latach 1954–1972.
Gromady, z gromadzkimi radami narodowymi (GRN) jako organami władzy najniższego stopnia na wsi, funkcjonowały od reformy reorganizującej administrację wiejską przeprowadzonej jesienią 1954 do momentu ich zniesienia z dniem 1 stycznia 1973, tym samym wypierając organizację gminną w latach 1954–1972.
Gromadę Falki z siedzibą GRN w Falkach utworzono – jako jedną z 8759 gromad – w powiecie bielskim w woj. białostockim, na mocy uchwały nr 12/V WRN w Białymstoku z dnia 4 października 1954. W skład jednostki weszły obszary dotychczasowych gromad Falki, Filipy, Koćmiery i Kowale Falki ze zniesionej gminy Wyszki i obszary dotychczasowych gromad Godzieby i Ignatki oraz miejscowość Osówka z dotychczasowej gromady Osówka ze zniesionej gminy Topczewo w tymże powiecie. Dla gromady ustalono 14 członków gromadzkiej rady narodowej.
31 grudnia 1959 gromadę Falki zniesiono włączając jej obszar do gromad Topczewo (wsie Osówka, Godzieby i Ignatki) i Wyszki (wsie Falki, Filipy, Kowale-Falki (Kowale), Łubice, Zdrojki, Koćmiery i Wypychy).